# Molophilus macrothrix
Molophilus macrothrix är en tvåvingeart som beskrevs av Alexander 1969. Molophilus macrothrix ingår i släktet Molophilus och familjen småharkrankar. Inga underarter finns listade i Catalogue of Life.